# Lucian Dumitriu
Lucian Mihai Dumitriu (Bârlad, 21 settembre 1992) è un calciatore rumeno, centrocampista del Petrolul Ploiești.

## Carriera
Ha sempre giocato nel campionato rumeno, alternandosi tra la massima serie e la seconda divisione.